# José González Irigoyen
José González Irigoyen (Zaragoza 1812 - Zaragoza 1896) fue un verdugo español, en activo durante el siglo XIX. Era hijo, primo y hermano de verdugos (Ramón González Irigoyen, ejecutor de Valladolid y Severo González Irigoyen, verdugo de Barcelona). Llegó a ejecutar a 192 reos.
Al final de su carrera y debido a su avanzada edad, llegó a tener problemas incluso para subir al cadalso y aunque despreciaba a sus compañeros de profesión por melindrosos, la verdad es que no era un verdugo especialmente hábil. En 1893 tuvo que ejecutar la sentencia de muerte del soldado Chinchorreta, miembro del Regimiento del Infante. La ejecución del soldado fue especialmente cruenta, ya que olvidó atarle los pies, y sus convulsiones le hicieron saltar en el aire. Los detalles de la misma, llegaron al presidente de la Audiencia de Zaragoza, que le abrió un expediente, informando los médicos forenses que debido a su avanzada edad, estaba imposibilitado de ejercer su oficio.

## Reos ejecutados por José González Irigoyen (lista incompleta)
- Juan Chinchorreta (Zaragoza, 24 de enero de 1893)[3][4]